# راديو NHK 1
راديو NHK 1 هي محطة راديو تملكها هيئة الإذاعة اليابانية تعد أقدم محطة راديو في اليابان. بدأ الراديو بالبث في 22 مارس 1925.